# ディールハイム
ディールハイム（標準ドイツ語: Dielheim, アレマン語: Dihlheim）は、ドイツ連邦共和国バーデン＝ヴュルテンベルク州ライン＝ネッカー郡に属す町村（以下、本項では便宜上「町」と記述する）。

## 地理

### 位置
ディールハイムは、ライン＝ネッカー大都市圏の一画をなす。クライヒガウの西端に位置し、オーバーライン地溝帯に面している。南はヴァレンベルクの森に覆われた斜面が境界となっている。この山の最高地点海抜247.8mはディールスハイムの町内に位置している。ディールスハイムの中心部およびホレンベルク地区、バルツフェルト地区の中心部をバルツフェルト地区で湧出したライムバッハ川が東から西に流れている。近隣の大きな都市には、ヴィースロッホ(4km)、ハイデルベルク(15km)、ジンスハイム(15km)がある。

### 町の構成
この町は、首邑のディールスハイム（人口5,738人）の他、4つの地区、ホレンベルク地区（1,798人）、バルツフェルト地区（1,003人）、ウンターホーフ地区（301人）、オーバーホーフ地区（36人）で構成される。

### 隣接する市町村
ディールスハイムに隣接する市町村は、北から時計回り[ヴィースロッホ、メッケスハイム、ツーツェンハウゼン、ジンスハイム、ミュールハウゼン、ラウエンベルクである。

## 歴史

1985年までのディールハイムの紋章

### ディールハイム
ディールスハイムは767年のロルシュ文書中に「diuuelenheim」として初めて記録されている。1272年にシュパイアー司教領主が村の半分を購入した。ジッキンゲン家、ローゼンベルク家、メンツィンゲン家、ナイペルク家、ゲンミンゲン家が領した部分も1512年までにシュパイアーが獲得した。三十年戦争やプファルツ継承戦争で、ディールハイムは破壊された。1803年の帝国代表者会議主要決議によりシュパイアー領は世俗化され、ディールスハイムはバーデン領となった。1972年に、バルツフェルトやオーバーホーフ、ウンターホーフを含むホレンベルクと合併した。

1972年までのホレンベルクの紋章

| 人口推移       | 1530年 | 1818年 | 1852年 | 1905年 | 1961年 | 2007年 | 2018年 |
| -------------- | ------ | ------ | ------ | ------ | ------ | ------ | ------ |
| ディールハイム | 330    | 792    | 1,227  | 1,799  | 3,494  | 5,799  | 5,888  |

### ホレンベルク
ホレンベルクは旧ローマ街道沿いに位置する。この道は、中世にはシュパイアーからヴィンプフェンを経由し、ニュルンベルクに至る帝国道路として利用された。1220年頃、この道路を護るために城が築かれ、その周辺に小さな集落が形成された。1272年にホレンベルクは初めて文献上に明記されている。この記録から、シュパイアー司教ハインリヒが個人資産でこの城を司教本部のために獲得したことがわかっている。1462年から1498年までシュパイアーはホレンベルクをプファルツ選帝侯に譲らねばならなかった。三十年戦争でこの村は破壊され、1803年にバーデン領となった。1932年にオーバーホーフおよびウンターホーフがこの町に合併した。
| 人口推移     | 1530年 | 1818年 | 1852年 | 1905年 | 1961年 | 2007年 | 2018年 |
| ------------ | ------ | ------ | ------ | ------ | ------ | ------ | ------ |
| ホレンベルク | 86     | 334    | 419    | 528    | 848    | 1,788  | 1,836  |

### バルツフェルト
バルツフェルトは、おそらく1000年頃にはすでに成立していたのだが、中世以降は、より新しい村であるホレンベルクに取り込まれていた。1306年に「Balgesuelt」として初めて文献上に記録されている。政治的な依存関係とは対照的に、教会組織の上ではバルツフェルトが首邑であり、ホレンベルクはその下部教会となっていた。1705年から1966年までの間に7回政治的独立の試みがなされたが、いずれも失敗している。

1932年までのウンターホーフの紋章

| 人口推移       | 1530年 | 1818年 | 1852年 | 1905年 | 1961年 | 2007年 | 2018年 |
| -------------- | ------ | ------ | ------ | ------ | ------ | ------ | ------ |
| バルツフェルト | 71     | 211    | 382    | 431    | 598    | 1,014  | 1,027  |

### ウンターホーフ
ウンターホーフは、1341年に「inferiori curia」として初めて文献に記録されている。この村は何世紀にもわたって3つの農場からなっていた。バーデン領に移行するまで、ずっとシュパイアー司教本部に属した。1932年にホレンベルクに合併した。

1932年までのオーバーホーフの紋章

| 人口推移       | 1530年 | 1818年 | 1852年 | 1905年 | 1961年 | 2007年 | 2018年 |
| -------------- | ------ | ------ | ------ | ------ | ------ | ------ | ------ |
| ウンターホーフ | 6      | 54     | 79     | 98     | 155    | 313    | 291    |

### オーバーホーフ
ディールハイムで最も小さな地区であるオーバーホーフは、1341年に「superiore curia」として初めて文献に記録されている。この村は、ウンターホーフと歴史をともにし、19世紀までは肥沃な土地のため、ウンターホーフよりも大きな村であった。その後、場所が不便なこともあり、人口でウンターホーフが凌駕した。1932年にホレンベルクに合併した。
| 人口推移       | 1530年 | 1818年 | 1852年 | 1905年 | 1961年 | 2007年 | 2018年 |
| -------------- | ------ | ------ | ------ | ------ | ------ | ------ | ------ |
| オーバーホーフ | 19     | 77     | 60     | 69     | 64     | 39     | 30     |

### 宗教
何世紀にもわたってシュパイアー司教本部領であったことにふさわしく、住民はほとんど専らカトリック教会カトリック信者である。近代になっても住民の宗教比率の異同はわずかであった。2007年の時点でカトリックが76%、プロテスタントが16%である。残りはその他の宗教もしくは無信仰である。

## 行政

### 議会
ディールハイムの議会は、議長を務める首長の他に、5年ごとの選挙で選出される20人の議員で構成される。ホレンベルクには地区議会もある。

### 首長
首長は8年ごとの直接選挙で選出される。2017年以降現職の首長はトーマス・グラスブレンナーである。
- 1948年 - 1978年: エアハルト・グロイリヒ
- 1978年 - 2002年: ブルーノ・ゲルトナー
- 2002年 - 2017年: ハンス＝ディーター・ヴァイス
- 2017年 - : トーマス・グラスブレンナー

### 紋章
図柄: 青地に、端から端までの銀の十字。各領域に合わせて4つの銀の星。十字の中央にかぶせるように小さな盾型。小盾の中には大文字の「D」が書かれている。
この紋章は、かつてのディールハイムの紋章とホレンベルクの紋章を組み合わせたものである。どちらの紋章も青地に端から端まで貫く銀の十字で構成されているが、これはシュパイアー司教本部の紋章に基づいている。
旗は、白 - 青で、紋章とともに1985年にライン＝ネッカー郡当局の認可を得た。

### 友好都市
- Saint-Nicolas-de-Port （フランス、ナンシー近郊）1985年
- レンジェルトーティ（Lengyeltóti、ハンガリー、ショモジ県）1994年

## 文化と見所

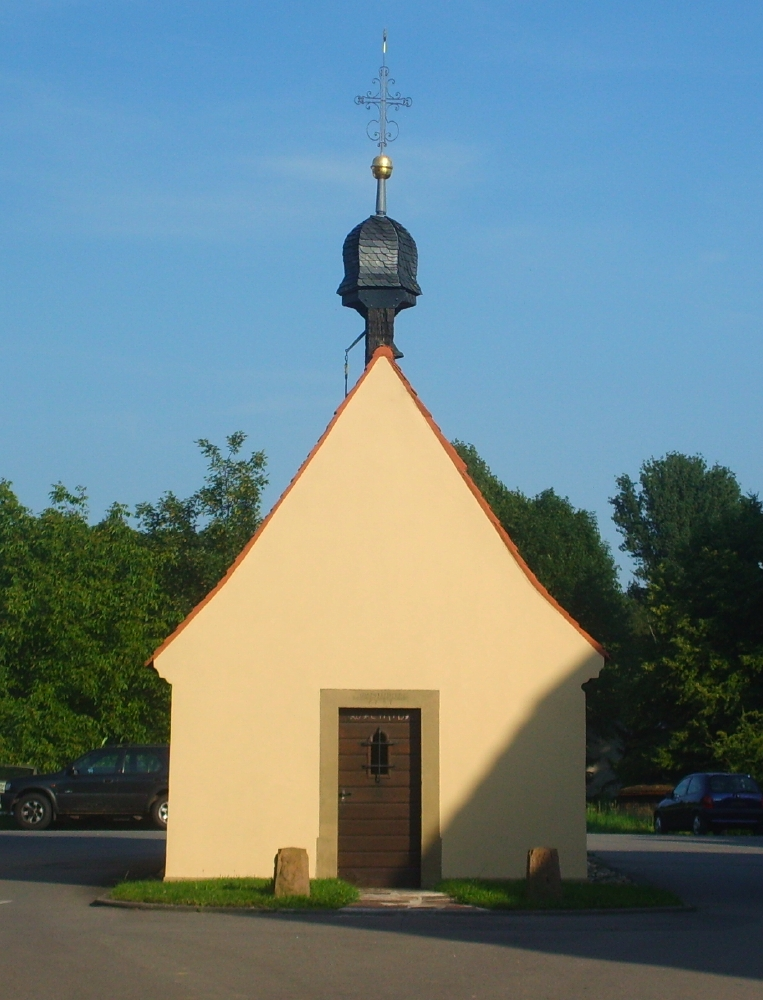
オーバーホーフの礼拝堂（1787年建造）

### 年中行事
- ディールハイムのキルメス[訳注 1]
- バルツフェルトの「Geeleriewe」（キルメス。Geelerieweは「黄色いカブ」またはニンジンを意味する。）
- ホレンベルクのクリスマス・マーケット

## 経済と社会資本

### 交通
ディールハイムの南をアウトバーンA6号線が走っている。ディールハイムおよびホレンベルクを州道L612号線が通過している。周辺の町にはバス路線が通じている。ディールハイムはライン＝ネッカー交通連盟のサービス提供地域である。
過去には、ヴィースロッホ/ヴァルドルフからヴィースロッホ・シュタット、アルトヴィースロッホ、ディールハイム、ホレンベルク、バイアータール、シャットハウゼンを経由してメッケスハイムに至る鉄道の支線があった。この路線は1901年5月14日に開通し、1980年に旅客運行が、1990年には貨物運行も廃止された。開通直後の1901年10月16日には早くもラウエンベルク、ローテンベルク、タイルンバッハ、ミュールハウゼン、アイヒタースハイム、ミヒェルフェルトを経由してヴァルトアンゲルロッホに至る支線の建設が開通した。ヴィースロッホ＝メッケスハイム/ヴァルトアンゲルロッホ線の所有者は初め Badische Lokal-Eisenbahnen AG (BLEAG) であったが、1932年からは Deutsche Eisenbahn-Betriebsgesellschaft (DEBG) となっている。

### 訳注
1. ↑  キルメス (ドイツ語: Kirmes) は教会開基祭を起源とする民俗祭である。

### 引用
1. ↑  Statistisches Landesamt Baden-Württemberg – Bevölkerung nach Nationalität und Geschlecht am 31. Dezember 2023 (CSV-Datei)
2. ↑  Herwig John, Gabriele Wüst: Wappenbuch Rhein-Neckar-Kreis. Ubstadt-Weiher 1996, ISBN 3-929366-27-4, S. 42